# 月湖 (宁波)
月湖又名西湖，是中华人民共和国浙江省宁波市海曙区的一片人造湖泊，有“浙东邹鲁”之称。月湖开凿于唐代，原为蓄水池，宋代经曾巩任上修整，形成月湖十洲：湖东的竹屿、月岛和菊花洲，湖中的花屿、竹洲、柳汀和芳草洲，湖西的烟屿、雪汀和芙蓉洲。月湖也是宋元以来宁波的学术中心。宋代王安石、史浩、杨简、袁燮、舒璘、沈焕（甬上淳熙四先生）、清代万斯同、全祖望等学者都曾在月湖活动。目前，月湖周边地区有大量历史文化遗存和设施，是宁波市级历史文化保护区。

## 主要遗迹
- 月湖桥

又名湖心东桥，为石拱桥，始建于宋代，目前建筑为清代建筑。
- 湖心寺

湖心寺位于花屿东南，始建于北宋治平年間（1064年至1067年）。司马光有诗云：“横桥通废岛，华宇出荒榛，风月逢知己，湖山得主人。”横桥和华宇分别指湖心东桥和湖心寺。
- 水则碑

水则碑是月湖旁平桥河中一处用于测量水位的石碑，始建于南宋，有清代修筑的亭作保护。
- 贺秘监祠

贺秘监祠始建于南宋，为祭祀唐代诗人贺知章的祠堂。
- 关帝庙

关帝庙始建于明崇祯三年，目前为宁波市佛教文化陈列馆。
- 佛教居士林

佛教居士林为月湖一座佛寺，始建于元至元二十一年（公元1284年）。1956年被毁，1989年重建。
- 烟屿楼

烟屿楼为宁波著名藏书楼，为浙东学者、方志学家和藏书家徐时栋所筑。
- 李宅

美籍华人李庆奎祖宅，原位于天一广场区域，建造天一广场时整体搬迁至此。
- 银台第

清代通政司副使童槐住宅，目前为宁波官宅博物馆。
- 高丽使馆

宋代接待高丽使节和商贾、留学生地点，目前为原遗址基础上兴建。

## 文学影响
出生于宁波的明代小说家瞿佑在其小说牡丹灯记（收于《剪灯新话》）中描述了方国珍统治宁波时期的一个人鬼相恋的故事。故事的发生地点即为月湖。经过日本学者小山一成考证，其中湖心寺、湖心东桥、镇明岭、玄妙观等不少地理名称与宁波当时的地理和建筑契合。该故事流传到日本，经过改编，成为日本三大怪谈之一，影响力很大。